# Udunuwara Division
Udunuwara Division är en division i Sri Lanka.   Den ligger i distriktet Kandy District och provinsen Centralprovinsen, i den centrala delen av landet, 80 km öster om huvudstaden Colombo. Antalet invånare är 110 232.